# New Year's Day
«New Year's Day» es una canción de la banda de rock irlandesa U2, forma parte de su disco War, siendo su tercera canción y su primer sencillo. La canción se destaca por la gran vocalización de Bono, el gran trabajo de guitarra eléctrica y piano de The Edge, y la melodía del bajo de Adam Clayton.
El sencillo fue un gran éxito para la banda, ya que lograron ubicarse dentro del Billboard Hot 100 por primera vez en su carrera, al igual que en el Top 10 de las listas de Reino Unido. En 2004, la revista Rolling Stone, incluyó la canción en su lista de las 500 mejores canciones de todos los tiempos, ubicándola en la casilla 427. La canción ha sido incluida en los álbumes recopilatorios The Best of 1980-1990 y U218 Singles.

## Letra y composición
La letra tiene su origen en una canción de amor que Bono escribió para su mujer Alison Hewson, posteriormente modificada por inspiración del movimiento polaco Solidaridad.
En 1983, Bono comentó que, a pesar de haber llegado al Top Ten, no creía que "New Year's Day" fuera un sencillo "pop" en el sentido en que podría definirlo Mickie Most, como una composición musical que dura tres minutos y tres semanas en las listas. "No creo que hubiésemos escrito este tipo de temas".

## En directo
"New Year's Day" es el séptimo tema de U2 más tocado en vivo. En los directos, The Edge se alterna para hacer las partes de piano y de guitarra, además de los coros. Ha sido un clásico en todas las giras de U2 desde su debut el 1 de diciembre de 1982 en el primero de los conciertos preparativos del War Tour. Durante los años 80, The Edge usó una guitarra Fender Stratocaster para tocar esta canción, además del piano. Durante los años 90 y primera década del 2000, alternó una Gibson Les Paul Custom con una Les Paul Standard. La Les Paul que The Edge utilizó para componer esta canción fue vendida para obtener fondos solidarios. Desde el Elevation Tour, Adam Clayton introdujo de ordinario un efecto de coro con su bajo. 
"New Year's Day" ha aparecido en la mayoría de los videos de conciertos de U2, incluyendo U2 Live at Red Rocks: Under a Blood Red Sky, Zoo TV: Live from Sydney, PopMart: Live from Mexico City, U2 Go Home: Live from Slane Castle, Vertigo 2005: Live from Chicago, Live from Paris y U2 3D.
La cara B de "New Year's Day", "Treasure (Whatever Happened to Pete the Chop?)", nunca ha sido tocada en vivo. En cualquier caso, una versión temprana conocida como "Pete the Chop" fue interpretada en algunos conciertos de 1980.
Durante el Vertigo Tour en el Silesian Stadium (Polonia), en el curso de "New Year's Day", los asistentes de pista ondearon objetos rojos y blancos formando franjas, creando la bandera de Polonia. Esto se repitió en el U2 360° Tour.

## Créditos
- Bono: voz principal
- The Edge: guitarra eléctrica, piano y coros
- Adam Clayton: bajo
- Larry Mullen: batería

## Formatos y canciones
7" - Island / WIP 6848 (Reino Unido)

| N.º | Título                                          | Duración |  |
| 1.  | «New Year's Day» (Versión corta)                | 3:53     |  |
| 2.  | «Treasure (Whatever Happened to Pete the Chop)» | 3:24     |  |

7" - Island / 811 323-7 (Francia)

| N.º | Título                                          | Duración |  |
| 1.  | «New Year's Day» (Edit)                         | 3:40     |  |
| 2.  | «Treasure (Whatever Happened to Pete the Chop)» | 3:24     |  |

7" - Island / 7S-86 (Japón)

| N.º | Título                                          | Duración |  |
| 1.  | «New Year's Day» (Versión especial)             | 4:16     |  |
| 2.  | «Treasure (Whatever Happened to Pete the Chop)» | 3:24     |  |

2x7" - Island / UWIP6848 (Reino Unido)

| N.º | Título                                                                                          | Duración |  |
| 1.  | «New Year's Day» (Versión corta)                                                                | 3:53     |  |
| 2.  | «Treasure (Whatever Happened to Pete the Chop)»                                                 | 3:24     |  |
| 3.  | «Fire» (Vivo desde Werchter, 4 de julio de 1982)                                                | 3:45     |  |
| 4.  | «I Threw a Brick Through a Window"/"A Day Without Me» (Vivo desde Werchter, 4 de julio de 1982) | 6:58     |  |

12" - Island / 12 WIP 6848 (Reino Unido)

| N.º | Título                                                                                          | Duración |  |
| 1.  | «New Year's Day» (Versión álbum)                                                                | 5:35     |  |
| 2.  | «Treasure (Whatever Happened to Pete the Chop)»                                                 | 3:24     |  |
| 3.  | «Fire» (Vivo desde Werchter, 4 de julio de 1982)                                                | 3:45     |  |
| 4.  | «I Threw a Brick Through a Window"/"A Day Without Me» (Vivo desde Werchter, 4 de julio de 1982) | 6:58     |  |

12" - Island / 814 948-1 (Francia)

| N.º | Título                                | Duración |  |
| 1.  | «New Year's Day» (U.S. remix)         | 4:30     |  |
| 2.  | «Two Hearts Beat as One» (U.S. remix) | 5:40     |  |

CD - Island / 664 973 (Austria)

| N.º | Título                                                                                          | Duración |  |
| 1.  | «New Year's Day» (Versión álbum)                                                                | 5:35     |  |
| 2.  | «Treasure (Whatever Happened to Pete the Chop)»                                                 | 3:24     |  |
| 3.  | «Fire» (Vivo desde Werchter, 4 de julio de 1982)                                                | 3:45     |  |
| 4.  | «I Threw a Brick Through a Window"/"A Day Without Me» (Vivo desde Werchter, 4 de julio de 1982) | 6:58     |  |

## Listas
| Chart (1983)                       | Peak position |
| ---------------------------------- | ------------- |
| Australia (Kent Music Report)      | 36            |
| Bélgica (Flandes) (Ultratop 50)    | 17            |
| Canadá (RPM Top Singles)           | 41            |
| France (IFOP)                      | 17            |
| Irlanda (IRMA)                     | 2             |
| Países Bajos (Dutch Top 40)        | 11            |
| Países Bajos (Mega Single Top 100) | 9             |
| Nueva Zelanda (Recorded Music NZ)  | 32            |
| Noruega (VG-lista)                 | 9             |
| Suecia (Sverigetopplistan)         | 17            |
| Reino Unido (UK Singles Chart)     | 10            |
| US Cash Box Top 100                | 50            |
| US Billboard Hot 100               | 53            |
| US Billboard Top Tracks            | 2             |

| Chart (2010)                                          | Peak position |
| ----------------------------------------------------- | ------------- |
| Belgium (Ultratop 50 Back Catalogue Singles Flanders) | 14            |